# طرفدار محیط زیست

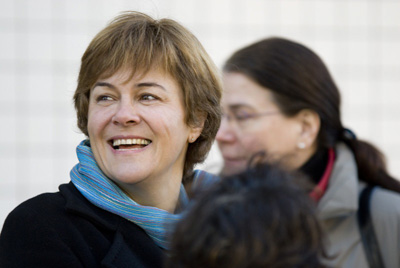
دومینیک وینت، سیاست‌مدار و طرفدار محیط زیست، ۲۰۰۸

طرفدار محیط زیست فردی است که از جنبش محیط زیستی حمایت می‌کند؛ «جنبشی اخلاقی و سیاسی که به دنبال بهبود و حفاظت از کیفیت محیط طبیعی از طریق تغییر فعالیت‌های مضر زیست‌محیطی است». یک طرفدار محیط زیست به فلسفهٔ محیط زیست گرایی معتقد است.

## گسترش
در سال‌های اخیر، نه تنها طرفداران محیط زیست برای محیط زیست طبیعی تلاش کرده‌اند بلکه برای محیط زیست انسانی تلاش وجود دارد. به عنوان مثال، فعالانی که خواستار «فضای سبز روانی» از طریق از بین‌بردن معایب اینترنت، تلویزیون و گوشی‌های هوشمند هستند. این گروه طرفداران محیط زیست ارتباطی نامیده شده‌اند.